# Michael Wittmann
Michael Wittmann, ps. Czarny Baron (ur. 22 kwietnia 1914 w Vogelthal, zm. 8 sierpnia 1944 w Saint-Aignan-de-Cramesnil) – niemiecki wojskowy, pancerniak, SS-Hauptsturmführer, as pancerny i jeden z najskuteczniejszych czołgistów II wojny światowej. Na samym froncie wschodnim zniszczył 119 radzieckich czołgów. Ogółem zalicza mu się zniszczenie 138 czołgów i 132 dział przeciwpancernych.

## Życiorys
Urodził się 22 kwietnia 1914 roku we wsi Vogelthal, niedaleko Dietfurtu w Górnym Palatynacie w Bawarii. Wstąpił do armii niemieckiej w 1934 roku po przejęciu władzy przez nazistów. Dołączył do Schutzstaffel w październiku 1936 roku i został przydzielony do pułku, późniejszej dywizji, „Leibstandarte SS Adolf Hitler” 5 kwietnia 1937 roku. Rok później brał udział w aneksji Austrii i zajęciu Sudetów oraz w tym samym roku wstąpił do partii nazistowskiej .

### Front wschodni
Jednostka Wittmanna została wysłana na front wschodni wiosną 1941 roku w ramach przygotowań do operacji Barbarossa, planowanej inwazji na Związek Radziecki. Został przydzielony do 1 Pułku Pancernego SS, gdzie dowodził działem pancernym StuG III, a także czołgiem średnim Panzer III. W 1943 roku dowodził czołgiem Tiger I i został dowódcą plutonu w kompanii czołgów ciężkich w czasie operacji Cytadela, będącej częścią bitwy pod Kurskiem. Przydzielony do LSSAH pluton czterech Tygrysów Wittmanna wzmocnił batalion rozpoznawczy dywizji, aby osłaniać lewe skrzydło swojej dywizji. Pierwszego dnia bitwy pod Kurskiem Wittmann i jego załoga zostali uznani za posiadaczy ośmiu trafień nieprzyjacielskich czołgów i siedmiu dział przeciwpancernych. W pewnym momencie bitwy czołg Wittmanna przetrwał zderzenie z płonącym radzieckim T-34.
W listopadzie 1943 roku Wittmann, nadal służący w kompanii czołgów ciężkich dywizji Leibstandarte, brał udział w kontratakach pancernych przeciwko Armii Czerwonej w okolicach Żytomierza. Pierwszego dnia akcji załoga Wittmana zgłosiła zniszczenie dziesięciu czołgów T-34 i pięciu dział przeciwpancernych. „Na początku stycznia 1944 roku łączna liczba zniszczonych przez niego czołgów wzrosła do sześćdziesięciu sześciu”.

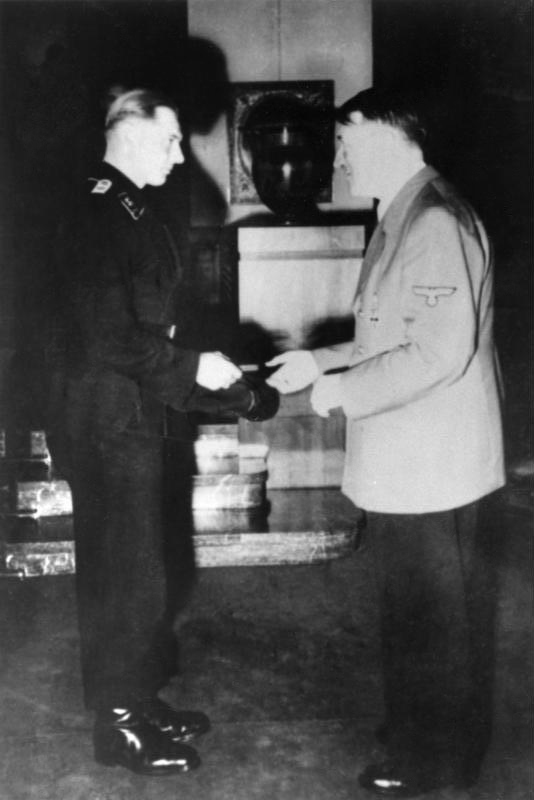
Michael Wittmann odbiera Krzyż Rycerski Krzyża Żelaznego od Adolfa Hitlera, 1944

14 stycznia 1944 roku Wittmann został odznaczony Krzyżem Rycerskim Krzyża Żelaznego. Wręczenia dokonał jego dowódca dywizji, SS-Oberführer Theodor Wisch, który nominował go także do Krzyża Rycerskiego Krzyża Żelaznego z Liśćmi Dębu. Wittmann otrzymał Liście Dębu 30 stycznia za zniszczenie 117 czołgów, co uczyniło go 380. członkiem niemieckich sił zbrojnych, który je otrzymał. Wręczył mu je osobiście Adolf Hitler w Wilczym Szańcu 2 lutego 1944 roku.

### Normandia
W kwietniu 1944 roku kompania Tygrysów LSSAH została przeniesiona do 101. batalionu ciężkich czołgów SS. Batalion ten został przydzielony do I Korpusu Pancernego SS jako jednostka korpuśna i nigdy nie został na stałe przydzielony do żadnej dywizji ani pułku. Wittmann został mianowany dowódcą drugiej kompanii tego batalionu, posiadając stopień SS-Obersturmführera. 7 czerwca, dzień po rozpoczęciu inwazji aliantów na Normandię, batalion otrzymał rozkaz przejścia z Beauvais do Normandii. Przemieszczenie na odległość 165 km zajęło pięć dni.

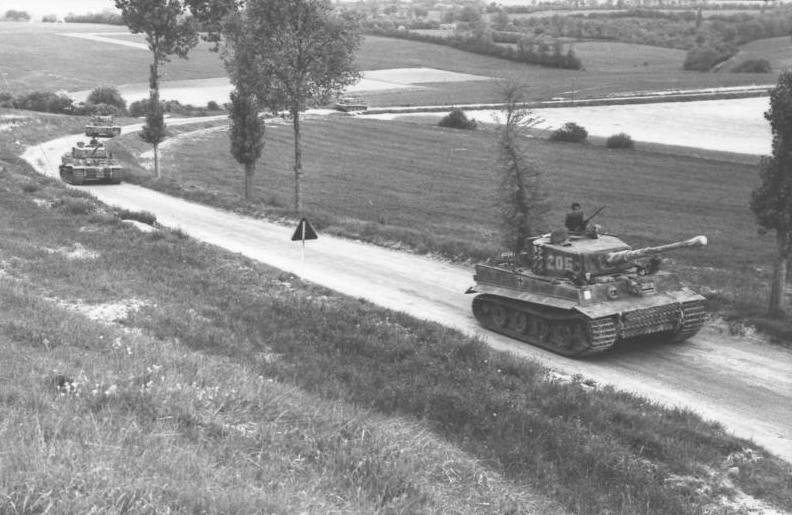
Kompania Wittmanna, 7 czerwca 1944 roku, w drodze do Morgny. Wittmann stoi w wieży Tygrysa o numerze taktycznym 205

Z powodu anglo-amerykańskiego natarcia na południe od plaż Gold i Omaha, niemiecka 352 Dywizja Piechoty zaczęła się załamywać. Gdy jednostka wycofywała się na południe, otworzyła 12-kilometrową lukę na linii frontu w pobliżu Caumont-l’Éventé. Sepp Dietrich, dowódca I Korpusu Pancernego SS, wydał rozkaz 101. batalionowi ciężkich czołgów SS, swojej jedynej rezerwie, aby zajął pozycję za Dywizją Panzer Lehr i Dywizją SS „Hitlerjugend”. Z tej pozycji batalion mógł chronić poszerzającą się otwartą lewą flankę. Przewidując znaczenie, jakie Brytyjczycy nadadzą wzniesieniu w pobliżu Villers-Bocage, kompania Wittmanna zajęła pozycję w rejonie miasta. Przybyła późnym wieczorem 12 czerwca. Oficjalnie składająca się z 12 czołgów, jego kompania miała tylko połowę etatowego stanu, posiadając tylko sześć sprawnych czołgów z powodu strat i awarii mechanicznych. poniesionych podczas długiego marszu z Beauvais.
Następnego ranka czołowe oddziały brytyjskiej 7 Dywizji Pancernej wkroczyły do Villers-Bocage. Ich celem było wykorzystanie luki w linii frontu, zajęcie Villers-Bocage i zdobycie pobliskiego grzbietu (punkt 213) w celu wymuszenia niemieckiego odwrotu. Wittman nie spodziewał się, że przybędą tak szybko i nie miał czasu na zebranie swojej kompanii.[29] „Zamiast tego musiałem działać szybko, ponieważ musiałem założyć, że wróg już mnie zauważył i zniszczy tam, gdzie stoję”. Po wydaniu rozkazu reszcie kompanii, aby ta utrzymała pozycję, wyruszył do ataku z jednym czołgiem.

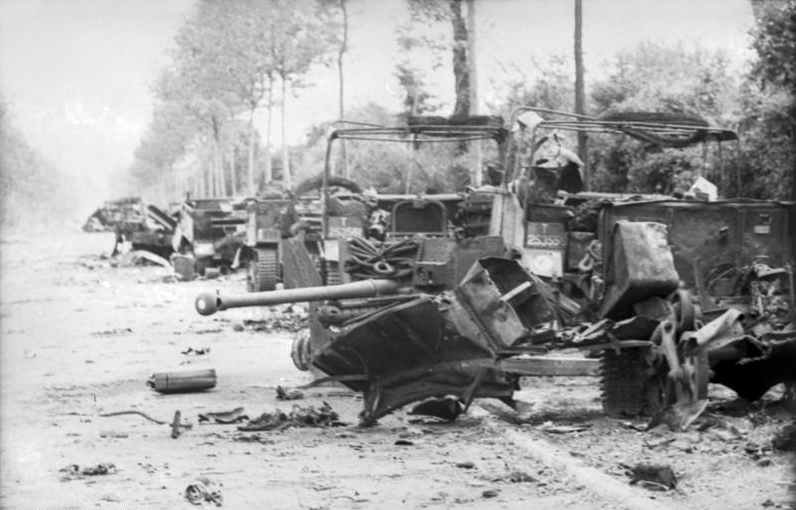
Pozostałości brytyjskiej kolumny, w którą uderzył Wittmann, w tym wrak działa przeciwpancernego na pierwszym planie

Około godziny 9:00. Tygrys Wittmanna wyjechał z ukrycia na główną drogę, Route Nationale 175, i zaatakował brytyjskie czołgi ustawione w punkcie 213, niszcząc je. Ruszył następnie w kierunku Villers-Bocage, strzelając do kilku nieuzbrojonych pojazdów transportowych zaparkowanych wzdłuż drogi; transportery stanęły w płomieniach, gdy ich zbiorniki paliwa zostały rozerwane przez pocisku z czołgowego karabinu maszynowego i pociski odłamkowo-burzące. Przebijając się na wschodni kraniec miasta, Wittmann zaatakował kilka lekkich czołgów, a następnie czołgi średnie. Zaalarmowane działaniami Wittmanna załogi lekkich czołgów w środku miasta szybko zjechały z drogi, podczas gdy czołgi średnie zostały wysunięte do przodu. Tymczasem Wittmann zniszczył kolejny brytyjski czołg i dwa czołgi obserwatorów artylerii, a następnie samochód zwiadowczy i półgąsienicowy.
Relacje co do tego, co wydarzyło się później, różnią się nieznacznie. Historycy odnotowują, że po zniszczeniu czołgów obserwatorów artylerii Wittmann krótko, bez powodzenia, pojedynkował się z Shermanem Firefly, po czym się wycofał. Następnie jego Tygrys miał kontynuować uderzenie na wschód, na obrzeża miasta, po czym został unieruchomiony przez działo przeciwpancerne. Jednak Wittmann zeznał, że jego czołg został unieruchomiony przez działo przeciwpancerne w centrum miasta.
W ciągu niecałych 15 minut 13 lub 14 czołgów, dwa działa przeciwpancerne i od 13 do 15 pojazdów transportowych zostało zniszczonych przez 101. batalion ciężkich czołgów SS, z czego większość lub nawet wszystkie przypisywane są Wittmannowi. Nie odegrał on dalszej roli w bitwie pod Villers-Bocage. Za swoje bohaterskie czyny podczas bitwy Wittmann został awansowany na SS-Hauptsturmführera i odznaczony Krzyżem Rycerskim Krzyża Żelaznego z Liśćmi Dębu i Mieczami.
Niemiecka machina propagandowa szybko przypisała Wittmannowi, wówczas już powszechnie znanemu w całych Niemczech, zasługę za zniszczenie wszystkich brytyjskich czołgów pod Villers-Bocage. Wieczorem 13 czerwca nagrał on wiadomość radiową, opisując bitwę i twierdząc, że późniejsze kontrataki zniszczyły brytyjski pułk pancerny i batalion piechoty. Stworzono przerobione obrazy; trzy połączone ze sobą fotografie, opublikowane w niemieckim magazynie wojskowym „Signal”, dały fałszywe wyobrażenie o skali zniszczeń w mieście. Kampania propagandowa zyskała popularność w Niemczech i za granicą, pozostawiając Brytyjczyków przekonanych, że bitwa pod Villers-Bocage była dla nich katastrofą. W rzeczywistości jej wynik był mniej jednoznaczny. Waffen-SS walczyło z wyróżnieniem podczas bitwy pod Kurskiem, ale nie mogło dorównać sukcesom armii, stąd próby Seppa Dietricha, by stworzyć z Wittmanna bohatera narodowego.

### Śmierć
8 sierpnia 1944 roku siły anglo-kanadyjskie rozpoczęły operację Totalize. Pod osłoną ciemności brytyjskie i kanadyjskie czołgi i piechota zajęły taktycznie ważne wzniesienie w pobliżu miasta Saint-Aignan-de-Cramesnil. Tutaj zatrzymały się, czekając na bombardowanie z powietrza, które miało być sygnałem do kolejnej fazy ataku. Nieświadomy powodu zatrzymania się sił alianckich, dowódca dywizji SS „Hitlerjugend” Kurt Meyer nakazał kontratak w celu odzyskania wzniesienia.
Wittmann poprowadził grupę siedmiu czołgów Tiger ze 101. batalionu ciężkich czołgów SS, wspieranych przez dodatkowe czołgi i piechotę. Jego grupa Tygrysów przecięła otwarty teren w kierunku wzniesienia. Tam Niemcy zostali zaatakowani przez alianckie czołgi z dwóch stron. Po prawej stronie, czyli na północnym wschodzie, brytyjskie czołgi ze szwadronu „A” 1 Pułku Northamptonshire Yeomanry i szwadronu „B” 144 Pułku Królewskiego Korpusu Pancernego zostały rozmieszczone w lesie. Po lewej stronie, czyli na zachodzie, szwadron „A” Pułku Sherbrooke Fusilier znajdował się na dziedzińcu zamku, naprzeciwko niemieckiego ataku, gdzie wybił pozycje ogniowe przez kamienne mury. Atak załamał się, gdy kanadyjskie czołgi zniszczyły dwa czołgi Tiger, dwa Panzer IV i dwa działa samobieżne z oddziału Wittmana, podczas gdy ogień z brytyjskich czołgów zniszczył trzy kolejne Tygrysy. Podczas zasadzki pociski przeciwpancerne wystrzelone z kanadyjskich czołgów przebiły górną część kadłuba czołgu Wittmanna, zapalając amunicję. Powstały wskutek tego pożar pochłonął czołg i zerwał wieżę.
Martwych członków załogi pochowano w nieoznakowanym grobie. W 1983 roku niemiecka komisja ds. grobów wojennych zlokalizowała miejsce pochówku. Wittmann i jego załoga zostali ponownie pochowani na niemieckim cmentarzu wojennym La Cambe we Francji.

#### Spekulacje dotyczące śmierci
Śmierć tak młodego i utalentowanego dowódcy jak Wittmann obrosła niezwykłą liczbą mitów i spekulacji, zarówno co do jej przyczyny, jak i osoby za nią odpowiedzialnej. Agte stwierdza, że „Anglicy” mogli wyznaczyć za niego nagrodę. Przeczą temu dokumenty alianckie i zeznania zaangażowanych w bitwę żołnierzy alianckich, którzy twierdzili, iż nie wiedzieli, że walczą z Wittmannem.
Po wojnie następujące alianckie jednostki wojskowe twierdziły, że są odpowiedzialne za śmierć Wittmanna: polska 1 Dywizja Pancerna, kanadyjska 4 Dywizja Pancerna, brytyjski 144 Pułk Królewskiego Korpusu Pancernego i RAF Second Tactical Air Force.

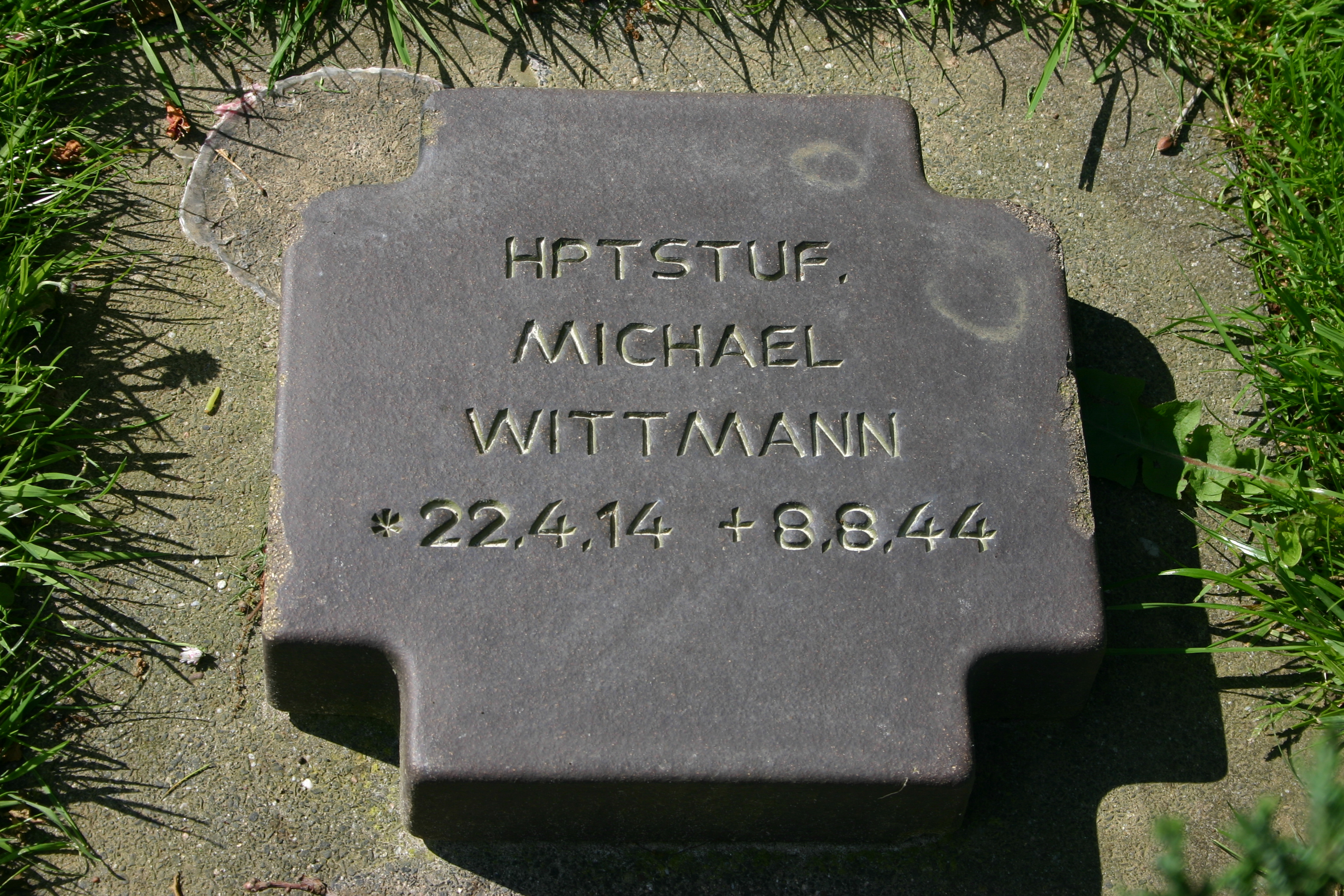
Grób Michaela Wittmanna na niemieckim cmentarzu wojennym La Cambe, Normandia

Nazistowska propaganda donosiła, że samoloty alianckie uderzyły w czołg Wittmanna, twierdząc, że zginął w walce ze „straszliwymi myśliwcami bombardującymi”. W powojennej relacji francuski cywil Serge Varin, który zrobił jedyne znane zdjęcie zniszczonego czołgu Wittmanna, twierdził, że w pobliżu wraku znalazł niewybuch rakiety lotniczej i że nie widział żadnych innych dziur w czołgu. Historyk Brian Reid odrzuca to twierdzenie, ponieważ dzienniki RAF-u nie zawierają żadnych doniesień o zniszczeniu czołgów w tym rejonie tamtego dnia. Stanowisko to popierają żołnierze oddziału Wittmanna, którzy stwierdzili, że nie zostali zaatakowani z powietrza, a także brytyjskie i kanadyjskie załogi czołgów, które również zaprzeczyły jakiemukolwiek zaangażowaniu lotnictwa w tę walkę.
Po odkryciu szczątków Wittmanna w 1983 roku ponownie otwarła się dyskusja o jego śmierci. W wydaniu magazynu „After the Battle” z 1985 roku Les Taylor, żołnierz 1 Pułku Northamptonshire Yeomanry, twierdził, że za zniszczenie czołgu Wittmanna odpowiadał jego kolega Joe Ekins. Weteran i historyk Ken Tout, członek tego samego oddziału, opublikował podobną relację, przypisując tę zasługę Ekinsowi. Stało się to powszechnie akceptowaną wersją wydarzeń. Według Harta oddział Ekinsa znajdował się w lesie na prawym skrzydle nacierających czołgów Tiger. Około 12:47 żołnierze zaangażowali się w walkę, zatrzymując atak i zabijając Wittmanna. Numery z wież trzech Tygrysów zostały odnotowane po bitwie w dzienniku wojennym jednostki: 312, 007 i 314. Czołg Wittmana miał numer 007. Zdjęcia tych czołgów i ich pozycje zostały potwierdzone na fotografiach zrobionych przez miejscowych Francuzów i udostępnionych śledczym. Zostały zrobione po wojnie, zanim wraki zostały usunięte i pocięte na złom. Sprawozdanie Briana Reida opiera się na dochodzeniu ATB z 1985 roku, ale ze zmianami odnośnie liczby 5 Tygrysów zamiast 3, pozycji Tygrysa o numerze 007 i pozycji Pułku Sherbrook Fusiliers. Nie ma żadnej dokumentacji, która potwierdzałaby którekolwiek z twierdzeń Reida.
Reid postulował możliwość, że odpowiedzialny za śmierć Wittmanna był szwadron „A” Pułku Sherbrooke Fusilier kanadyjskiej 2 Brygady Pancernej, rozmieszczony na lewym skrzydle nadciągających niemieckich czołgów. Dowódcą szwadronu był Sydney Valpy Radley-Walters. Sześć Shermanów z działami 75 mm i dwa Shermany Firefly z armatami 17-funtowymi znajdowały się na terenie zamku w Gaumesnil. Żołnierze wybili otwory strzelnicze w murach posiadłości i, na podstawie ustnych zeznań, zaatakowali nacierające niemieckie czołgi, w tym Tygrysy. Brytyjskie czołgi znajdowały się w odległości od 1000 metrów do 1200 metrów od niemieckiej linii natarcia, podczas gdy kanadyjski szwadron znajdował się w odległości mniejszej niż 150 metrów za kamiennym murem. Reid twierdzi, że ze względu na bliskość Kanadyjczyków do Niemców i kąt ostrzału, który dokładnie pokrywa się z otworem wlotowym pocisku czołgowego w Tygrysie, to ich wojska najprawdopodobniej zniszczyły czołg Wittmanna. Reid popiera to twierdzenie relacją H. Holfingera dotyczącą tego starcia. Holfinger był w Tigerze około 250 metrów za Wittmannem i powiedział, że czołg Wittmanna został zniszczony o 12:55. Załodze Ekinsa przypisuje się zniszczenie 3 Tigerów o 12:40, 12:47 i 12:52, przy czym czołg Wittmanna miał być tym zniszczonym o 12:47. Biorąc pod uwagę relację Holfingera, Reid dochodzi do wniosku, że Tiger zniszczony o 12:47 nie mógł być czołgiem Wittmanna; zauważa również, że okoliczności otaczające los Tigera zniszczonego o 12:52 wykluczają możliwość, że mógł to być czołg Wittmanna. Relacja Reida na temat bitwy również została poddana wnikliwej analizie jako spekulacja, nie oferująca żadnego dowodu rzeczywistego przebiegu wydarzeń. Przyznaje on, że udokumentowane twierdzenia 1 Pułku Northamptonshire Yeomanry są poprawne, chociaż istnieją rozbieżności z dochodzeniem z 1985 roku w odniesieniu do innych szczegółów walki, takich jak pozycja czołgu Wittmanna.

## Ocena jako dowódcy czołgu

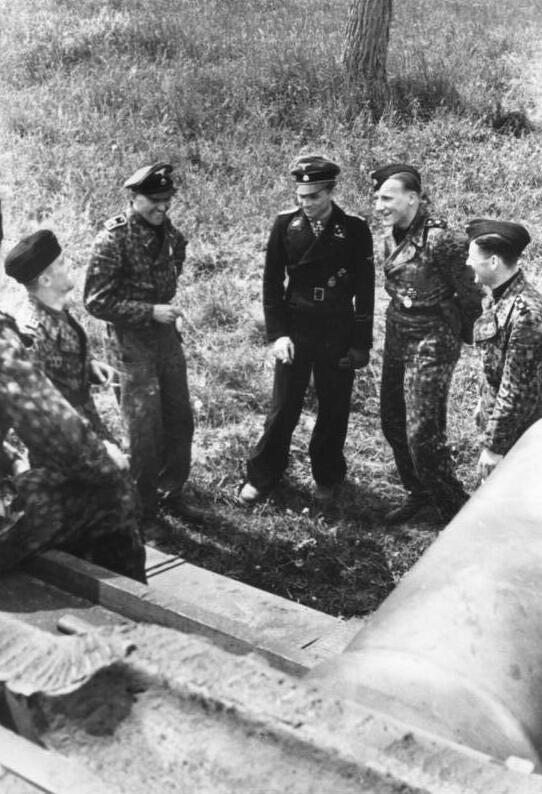
Wittmann z grenadierami pancernymi, Normandia 1944

Niektórzy historycy i autorzy z końca XX wieku uznali działania Wittmanna pod Villers-Bocage za imponujące, opisując jego atak jako „jedno z najbardziej niesamowitych starć w historii walk pancernych” (Hastings), „jedną z najbardziej niszczycielskich akcji dokonanych w pojedynkę w czasie całej wojny” (D’Este) i „jedną z najbardziej niszczycielskich zasadzek w historii brytyjskiej armii” (Beevor). Historyk Stephen Badsey stwierdził, że zasadzka przeprowadzona przez Wittmanna rzuciła cień na okres między D-Day a 13 czerwca w historycznych relacjach.
Z niezweryfikowanym wynikiem 130 zniszczonych czołgów, Wittmann został uznany za najlepszego asa pancernego II wojny światowej. Inni autorzy zauważyli, że Wittmann mógł być najlepszym niemieckim asem pancernym, chociaż Kurt Knispel mógł go przewyższyć ostatecznym wynikiem.
Jim Storr w The Human Face of War zauważa, że atak Wittmana na brytyjski pułk w Villers-Bocage był czymś więcej niż tylko złym dniem z ciężkimi stratami wśród czołgów dla Brytyjczyków. Twierdzi, że szok wywołany stratami brytyjskiego pułku miał operacyjny i strategiczny wpływ na przebieg działań na froncie. Trigg twierdzi, że w ciągu około dwudziestu minut Wittmann i jego Tygrys zasadniczo zakończyli brytyjską operację Perch.
W szczególności w odniesieniu do jego działań w Villers Bocage, A.D. Harvey w Military History porównał Wittmana do sierżanta Alvina Yorka, słynnego amerykańskiego żołnierza z czasów I wojny światowej; obaj w pojedynkę pokonali dużą liczbę wrogów. Harvey zauważył, że przy zniszczeniu łącznie 138 czołgów i 132 pojazdów opancerzonych, ten wynik uczynił Wittmana najskuteczniejszym dowódcą pancernym w historii wojskowości.
Niemiecki dowódca czołgu i historyk Wolfgang Schneider nie jest pod takim wrażeniem dokonań Wittmanna. Analizując działania pod Villers-Bocage, zakwestionował jego zdolności taktyczne. Schneider stwierdza: „kompetentny dowódca kompanii czołgów nie popełnia tylu poważnych błędów”. Podkreśla to, jak Wittmann zebrał swoje siły w zapadniętym terenie z zepsutym czołgiem na czele kolumny, utrudniając w ten sposób ruch swojej jednostki. Samotna szarża w kierunku Villers-Bocage została przez niego ostro skrytykowana, ponieważ naruszała „wszystkie zasady” sztuki wojennej. Przeprowadzono ją bez żadnych informacji wywiadowczych o przeciwniku i bez uzyskania „środka ciężkości” ani „koncentracji sił” w ataku. Schneider twierdzi, że z powodu pochopnych działań Wittmanna: „większość 2. kompanii i 1. kompanii Mobiusa natknęła się na wroga, który przeszedł do defensywy”. Nazywa „beztroski” atak Wittmanna na pozycje zajęte przez Brytyjczyków „czystym szaleństwem” i mówi, że „taki nadmierny pośpiech był nieuzasadniony”. Wnioskuje, że gdyby odpowiednio przygotowany atak został przeprowadzony z udziałem reszty jego kompanii i 1. kompanii, można było osiągnąć o wiele lepsze rezultaty. Na koniec Schneider wyraża opinię, że: „bezmyślność tego rodzaju miała ostatecznie kosztować [Wittmanna] życie podczas ataku przeprowadzonego bez przygotowania na otwartym terenie z odsłoniętym skrzydłem”.
Historyk Sönke Neitzel opisuje Wittmanna jako „rzekomo udanego” dowódcę czołgu II wojny światowej i zauważa „kult bohatera” wokół niego. Według Neitzela, liczbę sukcesów wysoko odznaczonych dowódców czołgów należy brać bardzo ostrożnie, ponieważ rzadko można wiarygodnie określić w ferworze walki, ile czołgów zostało przez kogo zniszczonych.
Historyk Steven Zaloga przypisuje Wittmannowi około 135 zniszczonych czołgów, zaznaczając, że zdobył aż 120 z nich w 1943 roku, dowodząc czołgiem Tiger I na froncie wschodnim. Mając tam miażdżąca przewagę zarówno w sile ognia, jak i w opancerzeniu, Tygrys był „prawie niezniszczalny w starciu frontalnym” z każdym z radzieckich czołgów tamtego okresu, Wittmann mógł zatem niszczyć czołgi przeciwnika z bezpiecznej odległości. Zaloga stwierdza, że „większość «asów pancernych» II wojny światowej miała po prostu wystarczająco dużo szczęścia, aby mieć niezniszczalny czołg z potężnym działem”. Niemieckie dokumenty z 1944 roku stwierdzają natomiast, że technologia aliancka dogoniła Tigera I i „nie może on już paradować [po polu bitwy], nieświadomy praw taktyki pancernej”. Zaloga uważa, że los Wittmanna odzwierciedlał tę nową rzeczywistość: po jego przeniesieniu do Francji załoga przetrwała tylko dwa miesiące na froncie i została zabita albo przez brytyjski czołg średni, zmodyfikowany Sherman Firefly, albo przez standardowego Shermana wyposażonego w działo 75 mm.
W 2013 roku brytyjski historyk John Buckley skrytykował relacje, które wielu historyków nadal przytacza na temat walk pod Villers-Bocage. Buckley argumentował, że błędnie przypisując cały niemiecki sukces w tej bitwie Wittmannowi, „wielu współczesnych historyków do dziś bezkrytycznie powtarza nazistowską propagandę”.

## Załoga czołgu Wittmana
Do załogi czołgu zaliczali się:
- dowódca Hauptsturmführer Michael Wittmann
- kierowca Unterscharführer Heinrich Reimer
- celowniczy Unterscharführer Karl Wagner
- operator radiostacji Sturmmann Rudolf Hirschel
- ładowniczy Sturmmann Günter Weber

## Odznaczenia
- Krzyż Żelazny (1939) 2. klasy (12 lipca 1941) i 1. klasy (8 września 1941)[72]
- Odznaka Pancerna w Srebrze
- Krzyż Rycerski Krzyża Żelaznego z Liśćmi Dębu i Mieczami
  - Krzyż Rycerski 14 stycznia 1944[73]
  - Liście Dębu 30 stycznia 1944[74]
  - Miecze 22 czerwca 1944[73].

## Awanse
- SS-Mann: 1 kwietnia 1937
- Sturmmann: 11 listopada 1937
- Unterscharführer: 20 kwietnia 1939
- Oberscharführer: 9 listopada 1941
- Untersturmführer: 21 grudnia 1942
- Obersturmführer: 30 stycznia 1944
- Hauptsturmführer: 21 czerwca 1944

## W kulturze popularnej

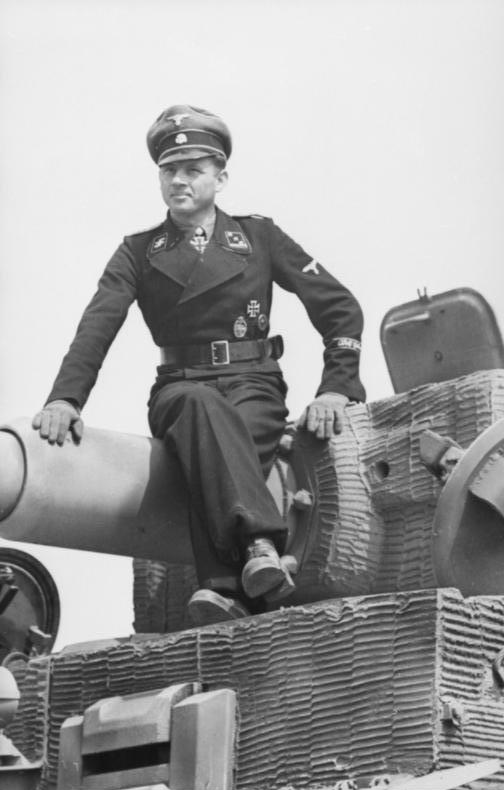
Michael Wittmann na swym Tygrysie

Wittmann często pojawia się w dziełach kultury popularnej poświęconych bitwom w Normandii. Kilka stron internetowych jest mu poświęconych, wraz z książkami takich autorów jak Patrick Agte i Franz Kurowski. Pierwszy jest autorem i wydawcą związanym z rewizjonistyczną grupą historyczną HIAG gloryfikującą Waffen-SS, podczas gdy drugi jest znanym pisarzem, który wielokrotnie wysławiał znamienitych żołnierzy Waffen-SS.
Wittmann stał się postacią kultową po wojnie dzięki swoim osiągnięciom jako „asa pancernego” w licznych przedstawieniach Waffen-SS w kulturze popularnej. Historyk Stephen Hart stwierdził, że „legenda Wittmanna [stała się] dobrze ugruntowana” i „nadal wzbudza ogromne zainteresowanie opinii publicznej” . Historyk wojskowości Steven Zaloga odnosi się do Wittmanna jako do „bohatera wszystkich nazistowskich fanboyów”. Omawia on popularne postrzeganie starcia pancernego jako „pojedynku czołgów” – dwóch przeciwników naprzeciw siebie – w którym „bardziej waleczny lub lepiej uzbrojony jest ostatecznym zwycięzcą”. Zaloga twierdzi, że takie postrzeganie walk jest niczym innym, jak „romantyczną bzdurą”. Według niego, najskuteczniejsi dowódcy czołgów byli „eksploratorami buszu”, mającymi przewagę taktyczną na polu bitwy, a nie techniczną: załoga czołgu, która mogła zaatakować przeciwnika, zanim ten go zauważył, zazwyczaj wychodziła ze starcia zwycięsko.
Wittmann jest opisywany przez Kurowskiego w jego książce Panzer Aces z 1992 roku, ahistorycznym i hagiograficznym opisie karier bojowych wysoko odznaczonych niemieckich dowódców pancernych. Smelser i Davies opisują wersję wojny na froncie wschodnim Kurowskiego jako „prawie rycerską”, w której wojska niemieckie „okazują troskę o rannych Rosjan, pomimo wielu okrucieństw” popełnianych przez Sowietów wobec Niemców. W jednej z relacji Kurowskiego, Wittmann niszczy osiemnaście czołgów w jednym starciu, za co dowódca Sepp Dietrich wręcza mu Krzyż Żelazny i pyta, czy Wittmann ma jakąś prośbę. Wittmann bez wahania prosi o pomoc dla rannego żołnierza rosyjskiego, którego zauważył. W książce pojawia się wiele podobnych aktów „człowieczeństwa”, co prowadzi do zniekształconego obrazu zachowania niemieckich żołnierzy podczas wojny.
Historia Wittmana z elementami fikcyjnymi została opowiedziana w komputerowej grze strategicznej Company of Heroes: Tales of Valor. Wittman jest też głównym bohaterem kampanii niemieckiej w grze Soldiers: Ludzie Honoru.